# Det sista slagfältet
Det sista slagfältet är en amerikansk långfilm från 1987 i regi av Francis Ford Coppola.

## Handling
Året är 1968 och den unge Jackie Willow tar värvning i USA:s armé. Hans högsta dröm är att få åka till Vietnamkriget och genomgå OCS, men han placeras istället hos 3rd US Infantry Regiment, infanteriregementet som huvudsakligen genomför ceremoniella uppgifter vid krigskyrkogården i Arlington. Willow får problem med att anpassa sig men får stöd av två underofficerare som kände hans far.

## Rollista (urval)
| James Caan            | – Clell Hazard        |
| D.B. Sweeney          | – Jackie Willow       |
| Dean Stockwell        | – Kapten Homer Thomas |
| Anjelica Huston       | – Samantha Davis      |
| Mary Stuart Masterson | – Rachel Feld         |
| James Earl Jones      | – Goody Nelson        |
| Laurence Fishburne    | – Korpral Flanagan    |

## Om produktionen
Filmen bygger på en delvis självbiografisk roman av Nicholas Proffitt. Filmen inspelades på Arlingtonkyrkogården, Fort Myer och Fort Belvoir och utan stödet från armén med över 600 statister så hade produktionskostnaden varit det dubbla än den beräknade på 13,5 miljoner dollar. Regissörens son Gian-Carlo Coppola, som hade en mindre roll i filmen, omkom under inspelningen i en båtolycka. Det sista slagfältet fick inte särdeles god kritik och spelade in endast 5,6 miljoner dollar (mindre än hälften av budgeten) på biograferna i USA.